# Fritz Bernstein
Peretz Bernstein (Hebreeuws: פרץ ברנשטיין), geboren als Shlomo Fritz Bernstein, (Meiningen, 12 juni 1890 — Jeruzalem, 21 maart 1971) was een Israëlisch politicus. Hij was tweemaal Minister van Handel en Industrie en een van de personen die zijn handtekening onder de Israëlische onafhankelijkheidsverklaring zette.
Bernstein werd geboren in Duitsland, maar emigreerde in 1909 naar Nederland omdat hem als Jood na zijn dienstplicht de toegang werd geweigerd bij een officierskorps van de reserve. Hij kwam te wonen in Rotterdam en ging in zaken. Van 1930 tot 1934 was hij voorzitter van de Nederlandse Zionistenbond. Vanaf 1925 was hij ook hoofdredacteur van het tijdschrift van de Bond, De Joodsche Wachter. In 1926 schreef hij een sociologische verkenning over het antisemitisme. Dit boek kreeg de titel Der Antisemitismus als Gruppenerscheinung: Versuch einer Soziologie des Judenhasses.
In 1936 emigreerde hij naar het Mandaatgebied Palestina en werd hoofdredacteur van de krant HaBoker. Hij werd ook actief als bestuurslid voor het Joods Agentschap en leidde van 1946 tot 1948 de economische afdeling van deze organisatie. 
Bernstein werd in 1948 gevraagd als minister van Handel in de voorlopige Israëlische regering die het land leidde richting de eerste verkiezingen in januari 1949. Voor de Algemene Zionisten werd hij toen verkozen in de Knesset. Van 1952 tot 1955 was hij nogmaals minister van Handel. In 1952 stelde hij zich ook kandidaat voor het voorzitterschap van het parlement, maar verloor de verkiezing daarvoor van Itzhak Ben-Zvi. In 1961 ging de Algemene Zionisten samen met de Progressieve Partij en vormden samen de Liberale Partij. Daar zou uiteindelijk Likoed uit voortkomen. 